# Sar-i Pol
Sar-i Pol (persană سر پل) este un oraș din Afganistan.